# Europäisches Raumfahrtsicherheits- und Bildungszentrum

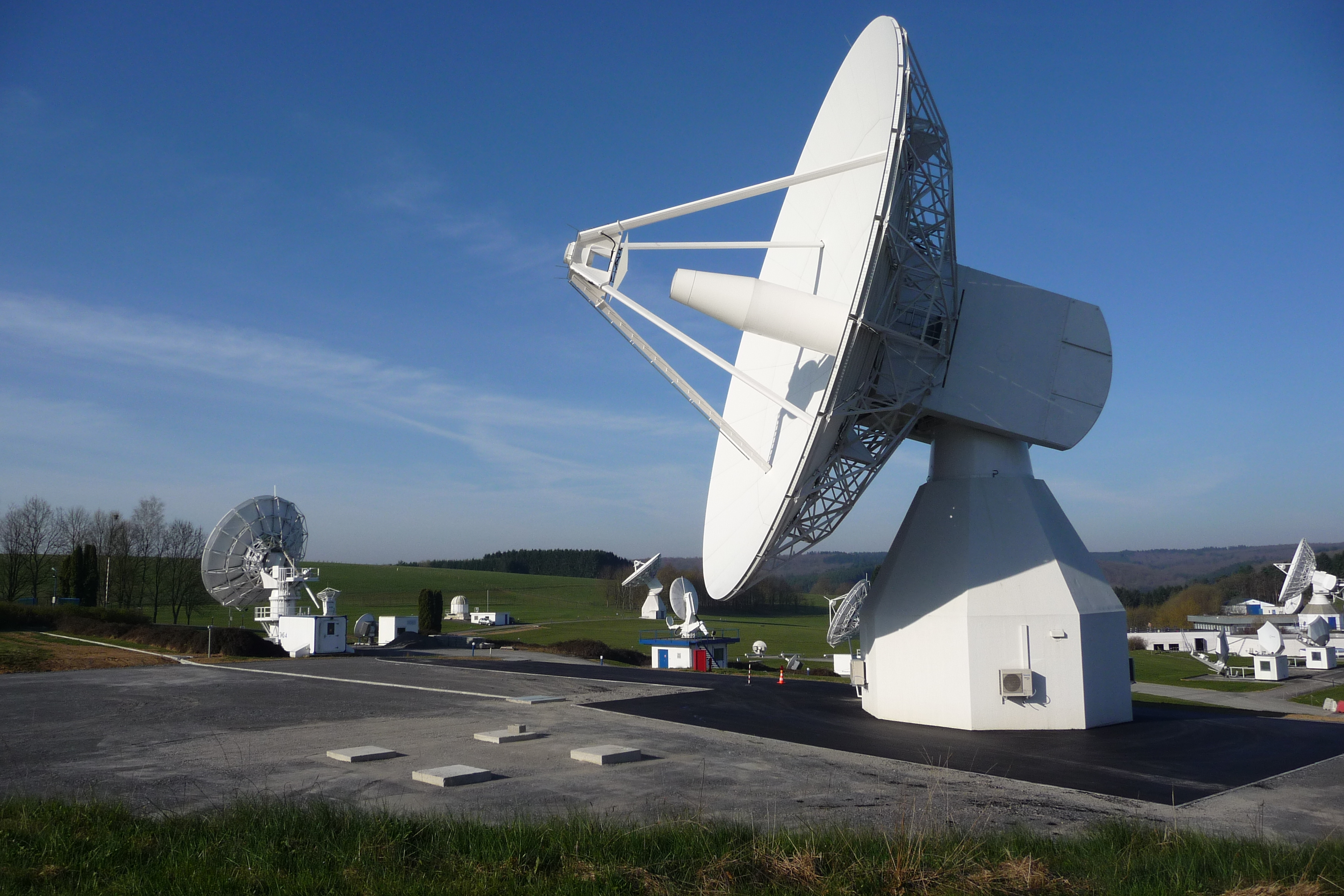
Galileo IOT-Station in Redu, Belgien

Das Europäische Raumfahrtsicherheits- und Bildungszentrum, kurz ESEC (von englisch European Space Security & Education Centre), früher bekannt unter dem Namen Station Redu, ist eine ESTRACK-Funkstation der Europäischen Weltraumorganisation (ESA) zur Kommunikation mit Raumfahrzeugen. Der Standort befindet sich etwa einen Kilometer vom Dorf Redu in Belgien entfernt. Die Bodenterminals bieten Tracking-Funktionen im C-Band, L-Band, S-Band, Ku-Band und Ka-Band sowie In-Orbit-Tests von Telekommunikationssatelliten. ESEC untersteht direkt dem Europäischen Raumflugkontrollzentrum (ESOC) der ESA in Darmstadt. ESEC dient als Backup für ESOC für den Fall, dass das Kontrollzentrum in Darmstadt ausfällt.

## Geschichte
Die ersten Antennen wurden 1968 installiert, damit die ESA ihre Satelliten überwachen und mit ihnen kommunizieren kann. Heute verfügt die Station über etwa zwanzig Datenübertragungs- und Empfangsantennen in vielen unterschiedlichen Frequenzbändern.
Die Infrastruktur der ESA in den Ardennen ist eng mit bemannten Missionen zur Internationalen Raumstation (ISS) sowie der Implementierung des Galileo-Systems verbunden. Dank des geostationären Satelliten Artemis, der Daten im S- und Ka-Band weiterleitet, war ESA in der Lage, die Manöver des europäischen Automated Transfer Vehicle (ATV) sowohl beim Andocken als auch beim Abdocken und Wiedereintritt „live“ zu überwachen.
Seit 2014 finden in Redu Aktivitäten im Bereich der Weltraum-Cybersicherheit und Bildung der ESA statt.

## Antennen
Insgesamt befinden sich auf dem Gelände 43 Antennen, die von der ESA, Galileo, SES und weiteren Betreibern genutzt werden.
| Bezeichnung            | Spiegel ⌀ (m) | Baujahr | Up | Down | Option | Bemerkungen                                                                                            |
| ---------------------- | ------------- | ------- | -- | ---- | ------ | --- |
| REDU-1                 | 150           |         | S  | S    |        | ESTRACK Antenne, wird zurzeit ausschließlich für Galileo genutzt und daher 2024 an die EUSPA übergeben |
| REDU-2                 | 13,5          |         | Ka | Ka   |        | auch als TMS-1 bezeichnet, inaktiv                                                                     |
| REDU-3                 | 2,4           |         | S  | S    |        | Hauptsächlich für Proba Satelliten genutzt                                                             |
|                        | 90            |         | S  | S    |        | |
|                        | 3,8           |         | Ku | Ku   |        | Sechs Antennen                                                                                         |
|                        | 9,3           |         | C  | C    |        | |
|                        | 200           |         | L  | L    |        | Galileo In-orbit Testing (IOT)                                                                         |
| Pastel Mission Control |               |         |    |      |        | Kommunikation mit Satelliten via Laser                                                                 |